# Avatha
Avatha é um gênero de traça pertencente à família Arctiidae.